# دیگو والنسیا
دیگو والنسیا (انگلیسی: Diego Valencia؛ زادهٔ ۱۴ ژانویهٔ ۲۰۰۰) بازیکن فوتبال اهل شیلی است.
از باشگاه‌هایی که در آن بازی کرده‌است می‌توان به باشگاه فوتبال یونیورسیداد کاتولیکا اشاره کرد.
وی همچنین در تیم‌های ملی فوتبال زیر ۱۷ سال شیلی، زیر ۲۰ سال شیلی، زیر ۲۳ سال شیلی و شیلی بازی کرده‌است.